# Działoszyn (gemeente)
De gemeente Działoszyn is een stad- en landgemeente in het Poolse woiwodschap Łódź, in powiat Pajęczański.
De zetel van de gemeente is in Działoszyn.
Op 30 juni 2004 telde de gemeente 12 967 inwoners.

## Oppervlakte gegevens
In 2002 bedroeg de totale oppervlakte van gemeente Działoszyn 120,59 km², waarvan:
- agrarisch gebied: 61%
- bossen: 28%

De gemeente beslaat 15% van de totale oppervlakte van de powiat.

## Demografie
Stand op 30 juni 2004:
| Omschrijving                   | Totaal | Totaal | Vrouwen | Vrouwen | Mannen | Mannen |
| ------------------------------ | ------ | ------ | ------- | ------- | ------ | ------ |
| eenheid                        | aantal | %      | aantal  | %       | aantal | %      |
| inwoners                       | 12 967 | 100    | 6489    | 50      | 6478   | 50     |
| bevolkingsdichtheid (inw./km²) | 107,5  | 107,5  | 53,8    | 53,8    | 53,7   | 53,7   |

In 2002 bedroeg het gemiddelde inkomen per inwoner 1456,67 zł.

## Plaatsen
Bobrowniki, Bugaj, Draby, Grądy-Łazy, Kapituła, Kiedosy, Lisowice, Lisowice-Kolonia, Młynki, Niżankowice, Patoki Małe, Posmykowizna, Raciszyn, Sadowiec, Sadowiec-Niwa, Sadowiec-Pieńki, Sadowiec-Wrzosy, Sęsów, Szczepany, Szczyty, Szczyty-Błaszkowizna, Szczyty-Las, Tasarze, Trębaczew, Węże, Wójtostwo, Zalesiaki, Zalesiaki-Pieńki.

## Aangrenzende gemeenten
Lipie, Pajęczno, Pątnów, Popów, Siemkowice, Wierzchlas